# Olympische Sommerspiele 1968/Teilnehmer (Paraguay)
| Gelbes Symbol für Goldmedaillen mit stilisierten Olympischen Ringen | Graues Symbol für Silbermedaillen mit stilisierten Olympischen Ringen | Braundes Symbol für Bronzemedaillen mit stilisierten Olympischen Ringen |
| ------------------------------------------------------------------- | --------------------------------------------------------------------- | ----------------------------------------------------------------------- |
| —                                                                   | —                                                                     | —                                                                       |

Paraguay nahm an den Olympischen Sommerspielen 1968 in der mexikanischen Hauptstadt Mexiko-Stadt mit einem Sportler im Fechten teil. Es war Paraguays erste Olympiateilnahme.

## Teilnehmer nach Sportarten

### Fechten
Männer
- Rodolfo Da Ponte
Florett, Einzel: ausgeschieden in der ersten Gruppenphase